# Nazionale femminile di football americano dell'Austria
La nazionale di football americano femminile dell'Austria è la selezione maggiore femminile di football americano dell'AFBÖ che rappresenta l'Austria nelle varie competizioni ufficiali o amichevoli riservate a squadre nazionali femminili.

## Risultati
Legenda: Grassetto: Risultato migliore, Corsivo: Mancate partecipazioni

## Dettaglio stagioni

### Tornei

#### Mondiali
| Stagione | regular season | regular season | regular season | regular season | regular season | regular season | playoff | playoff | playoff | playoff | playoff | playoff     | playoff    |
|          | Vin            | Par            | Per            | Tot            | PF             | PS             | Vin     | Per     | Tot     | PF      | PS      | risultato   | avversaria |
| -------- | -------------- | -------------- | -------------- | -------------- | -------------- | -------------- | ------- | ------- | ------- | ------- | ------- | ----------- | ---------- |
| 2010     | 0              | 0              | 2              | 2              | 16             | 113            | 0       | 1       | 1       | 18      | 20      | Sesto posto | Svezia     |
| Totale   | 0              | 0              | 2              | 2              | 16             | 113            | 0       | 1       | 1       | 18      | 20      |             |            |

Fonte: americanfootballitalia.com

#### Europei
| Stagione | regular season | regular season | regular season | regular season | regular season | regular season | playoff | playoff | playoff | playoff | playoff | playoff      | playoff    |
|          | Vin            | Par            | Per            | Tot            | PF             | PS             | Vin     | Per     | Tot     | PF      | PS      | risultato    | avversaria |
| -------- | -------------- | -------------- | -------------- | -------------- | -------------- | -------------- | ------- | ------- | ------- | ------- | ------- | ------------ | ---------- |
| 2015     | 1              | 0              | 1              | 2              | 28             | 58             | 0       | 1       | 1       | 7       | 26      | Quarto posto | Germania   |
| 2019     | 0              | 0              | 3              | 3              | 12             | 134            | -       | -       | -       | -       | -       | Quarto posto |            |
| Totale   | 1              | 0              | 4              | 5              | 40             | 192            | 0       | 1       | 1       | 7       | 26      |              |            |

### Riepilogo partite disputate
| Anno           | Luogo     | Evento   | Fase del torneo      | Incontro                | Risultato |
| 2010           | Stoccolma | Mondiale | Girone               | Stati Uniti - Austria   | 63 - 0    |
| 2010           | Stoccolma | Mondiale | Girone               | Finlandia - Austria     | 50 - 16   |
| 2010           | Stoccolma | Mondiale | Finale 5º - 6º posto | Svezia - Austria        | 20 - 18   |
| 2015           | Granada   | Europeo  | Girone               | Spagna - Austria        | 6 - 21    |
| 2015           | Granada   | Europeo  | Girone               | Austria - Finlandia     | 7 - 52    |
| 2015           | Granada   | Europeo  | Finale 3º - 4º posto | Austria - Germania      | 7 - 26    |
| 12 agosto 2019 | Leeds     | Europeo  | Girone               | Finlandia - Austria     | 50 - 0    |
| 14 agosto 2019 | Leeds     | Europeo  | Girone               | Gran Bretagna - Austria | 36 - 6    |
| 17 agosto 2019 | Leeds     | Europeo  | Girone               | Svezia - Austria        | 48 - 6    |

## Confronti con le altre Nazionali
Questi sono i saldi dell'Austria nei confronti delle Nazionali incontrate.

### Saldo positivo
| Nazionale | Giocate | Vinte | Pareggiate | Perse | PF | PS | Ultima vittoria | Ultimo pari | Ultima sconfitta |
| --------- | ------- | ----- | ---------- | ----- | -- | -- | --------------- | ----------- | ---------------- |
| Spagna    | 1       | 1     | 0          | 0     | 21 | 6  | 2015            | -           | -                |

### Saldo negativo
| Nazionale     | Giocate | Vinte | Pareggiate | Perse | PF | PS  | Ultima vittoria | Ultimo pari | Ultima sconfitta |
| ------------- | ------- | ----- | ---------- | ----- | -- | --- | --------------- | ----------- | ---------------- |
| Germania      | 1       | 0     | 0          | 1     | 7  | 26  | -               | -           | 2015             |
| Gran Bretagna | 1       | 0     | 0          | 1     | 6  | 36  | -               | -           | 2019             |
| Svezia        | 2       | 0     | 0          | 2     | 24 | 68  | -               | -           | 2019             |
| Stati Uniti   | 1       | 0     | 0          | 1     | 0  | 63  | -               | -           | 2010             |
| Finlandia     | 3       | 0     | 0          | 3     | 23 | 152 | -               | -           | 2019             |